# Kruis van Genève

Het kruis van Geneve.

Het kruis van Genève, dat algemeen bekend is als het Rode Kruis is een Latijns twaalfhoekig kruis. Het kruis heeft in de Nederlandse wet en in het Internationale recht een bijzondere status. Het is niet toegestaan om dit kruis te gebruiken op auto's of handelsartikelen wanneer men zich niet onder de vlag van het Internationale Rode Kruis met het verzorgen van gewonden en hulpbehoevenden bezighoudt.
In oorlogstijd is het schieten op huizen, tenten en voertuigen die met het kruis van Genève op een witte ondergrond zijn gemarkeerd een schending van het internationaal humanitair recht en een oorlogsmisdrijf. Dit volgt vanaf 1949 ook uit de Geneefse Conventies. Het Internationaal Gerechtshof is bevoegd om schendingen tussen Staten van het internationaal humanitair recht te behandelen, terwijl het Internationaal Strafhof bevoegd is om individuen te vervolgen en bestraffen.
In de bijna 150-jarige geschiedenis van de Vlag van Genève zijn regelmatig (beschuldigingen van ) schendingen voorgekomen. Zo werden de troepen van Kaddafi op 7 mei 2011 door de opstandelingen en de NAVO beschuldigd van de inzet van een helikopter voorzien van het Rode Kruis en de Rode Halve Maan om zeemijnen te droppen in de haven van Misurata, die op dat moment werd gebruikt voor humanitaire hulp. Ook zou een Nederlandse zakenman, die in de Verenigde Staten wordt vervolgd voor het leveren van militaire goederen aan Iran, deze onderdelen hebben gesmokkeld met misbruik van het logo van het Rode Kruis.
Een toegegeven misbruik van het embleem vond plaats in 2008 bij de bevrijding van Íngrid Betancourt door strijdkrachten van Colombia. Op filmbeelden was te zien, dat een officier het Rode Kruis met de naam Genève op zijn mouw droeg. De minister van oorlog van Colombia bood op 17 juli 2008 zijn excuses aan aan het Internationaal Comité van het Rode Kruis.

## Onderscheiding
Het kruis van Genève wordt ook veel verleend als onderscheiding of deel van een ridderorde. Het was toegevoegd aan de Pruisische Kroonorde en de Orde van de Rode Adelaar. Het was ook het kruis van de Russische damesorde Orde van het Rode Kruis voor Vrouwen en Meisjes en is opgenomen in het Pruisische Kruis van Verdienste voor Vrouwen en Maagden. Zelfs in de Turkse Medaille voor Hulp aan Ottomaanse Gewonden komt het kruis voor.
In Nederland is het kruis op een aantal onderscheidingen afgebeeld, bijvoorbeeld de Medaille van het Nederlandsche Roode Kruis.